# Kanał Lądkowski
Kanał Lądkowski (Kanał Dreżewski) – kanał wodny na Wybrzeżu Trzebiatowskim, w powiecie gryfickim, w woj. zachodniopomorskim, który uchodzi do jeziora Liwia Łuża.
Kanał płynie w dnie pradoliny przymorskiej od działu wodnego zlewni Dziwny do jeziora Liwia Łuża. Kanał Lądkowski jest połączony z rozbudowanym systemem rowów zbierających wodę. Największymi dopływami kanału jest rów Liwka, który wpada na południowy zachód od wsi Lędzin oraz rów Janica na południe od Pobierowa.